# Contz-les-Bains
Contz-les-Bains là một xã trong vùng Grand Est, thuộc tỉnh Moselle, quận Thionville-Est, tổng Sierck-les-Bains. Tọa độ địa lý của xã là 49° 27' vĩ độ bắc, 06° 20' kinh độ đông. Contz-les-Bains nằm trên độ cao trung bình là 212 mét trên mực nước biển, có điểm thấp nhất là 146 mét và điểm cao nhất là 314 mét. Xã có diện tích 3,19 km², dân số vào thời điểm 1999 là 45 người; mật độ dân số là 141 người/km². Xã thuộc Pháp từ năm 1661.

## Thông tin nhân khẩu
| 1962 | 1968 | 1975 | 1982 | 1990 | 1999 |
| ---- | ---- | ---- | ---- | ---- | ---- |
| 433  | 469  | 457  | 450  | 452  | 451  |